# Konayakanahalli, Honnali
Konayakanahalli là một làng thuộc tehsil Honnali, huyện Davanagere, bang Karnataka, Ấn Độ.